# Orquídeas a la luz de la luna
Orquídeas a la luz de la luna és una obra de teatre de l'escriptor mexicà Carlos Fuentes que fa referència a la lletra d'un suposat tango i que representa a les dues grans dives del cinema mexicà, Dolores del Río i María Félix, que s'enemistaren amb l'autor quan la llegiren. Fou estrenada a Mèxic per primer cop el novembre de 1985 a la Casa de la Paz, el teatre de la UNAM i protagonitzada per Juan Jacobo Hernández (Dolores del Río) i Jorge Carrillo (María Félix). i el 27 d'agost de 1986 al "Foro Isabelino" de Ciutat de Mèxic amb dos actors travestis, i passà inadvertida a la crítica. Més èxit va tenir a Espanya, on es va estrenar al Teatro María Guerrero de Madrid el 23 de novembre de 1988, dirigida per María Ruiz i Guillermo Heras. Ambdues foren candidates al Fotogramas de Plata 1988 al millor intèrpret de teatre.
El 2015 es va representar a l'Aguijón Theater de Chicago, dirigida pel cubà Sándor Menéndez i com a protagonistes el peruà Elio Leturia (Dolores) i el mexicà Oliver Aldape (María).

## Argument
Dues dones, que es creuen les grans actrius mexicanes Dolores del Río i María Félix, són convocades a un teatre a la ciutat de Venice (Los Angeles) on rememoren els vells temps passats abans de la mort d'Orson Welles. L'orquídia rememora l'alè i la bellesa efímera d'ambdues actrius.

## Repartiment
- Marisa Paredes - María Félix
- Julieta Serrano - Dolores del Río
- Eusebio Poncela - el fan